# Lennart Olsen

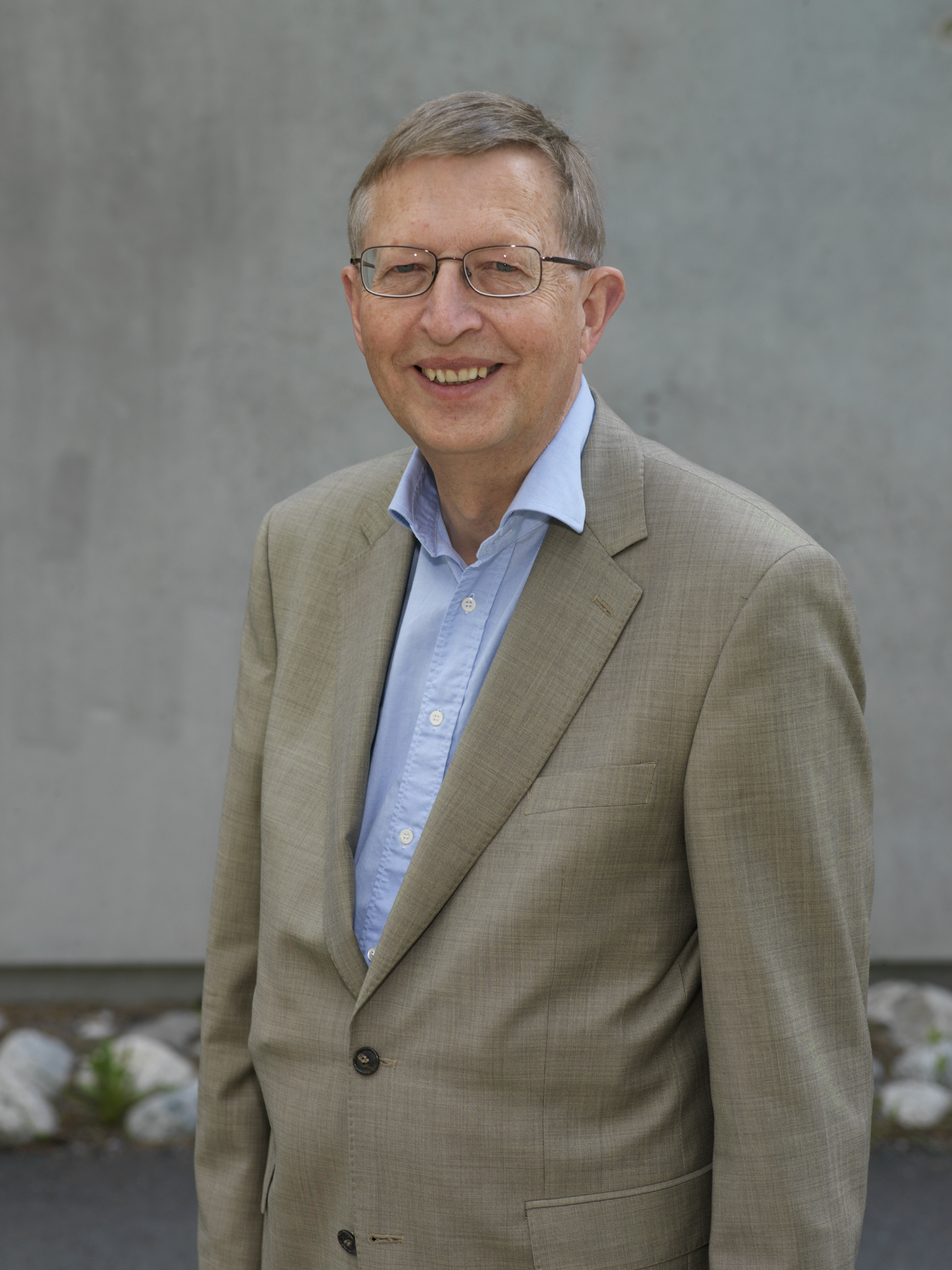
Lennart Olsen.

Lennart Olsen, född 1943, är en svensk ekonom och politiker. 
Under 1970- och 80-talet var han förtroendevald som socialdemokratisk kommun- och landstingspolitiker. Sedan 1988 är han medlem i Miljöpartiet. Olsen har varit anställd som ekonom vid miljöpartiets riksdagskansli i två omgångar. Under dessa perioder var han bland annat politiskt sakkunnig på finansdepartementet 2002-2006 och partiets budgetförhandlare 1998-2006. Olsen var den enda som deltog vid samtliga budgetförhandlingar mellan s+v+mp under dessa år. Sedan 2008 är Olsen partistyrelseledamot med särskilt ansvar för miljöpartiets skattepolitik och politik för ekonomisk trygghet. 

## Boken "Rödgrön reda"
2007 kom han ut med boken Rödgrön reda - regeringssamverkan 1998-2006, där han redovisar det inre politiska maktspelet, men också sina egna gröna visioner. Bland dessa visioner kan nämnas att Olsen är kritisk till ensidig konsumtionstillväxt, att han vill se mer global solidaritet och att han vill ha ett samhälle med ett lugnare tempo. I valet mellan medborgarlön och arbetstidsförkortning föredrar han det senare. 